# Antônio Reis (Bischof)
Antônio Reis (* 28. Oktober 1885 in Santa Cruz do Sul, Rio Grande do Sul, Brasilien; † 14. September 1960) war ein brasilianischer Geistlicher und römisch-katholischer Bischof von Santa Maria.

## Leben
Antônio Reis empfing am 30. November 1910 das Sakrament der Priesterweihe.
Am 31. Juli 1931 ernannte ihn Papst Pius XI. zum Bischof von Santa Maria. Der Erzbischof von Porto Alegre, João Batista Becker, spendete ihm am 13. Dezember desselben Jahres die Bischofsweihe; Mitkonsekratoren waren der Bischof von Uruguaiana,  Hermeto José Pinheiro, und der Bischof von Pelotas, Joaquim Ferreira de Melo. Die Amtseinführung im Bistum Santa Maria fand am 13. Januar des folgenden Jahres statt. Sein Wahlspruch war Ad Jesum per Mariam (Zu Jesus durch Maria).
Während seiner Amtszeit errichtete Reis sechzig neue Pfarreien und begleitete die Errichtung des Bistums Passo Fundo aus Gebietsanteilen seiner Diözese im Jahr 1951. Besonderes Augenmerk legte er auf die Förderung der Priester- und Ordensberufe und die karitativen Aufgaben der Kirche. Im Jahr 1935 initiierte er die Gründung des Heiligtums Nossa Senhora Medianeira. Sein Grab befindet sich in der Kathedrale von Santa Maria.